# Crambus humidellus
Crambus humidellus là một loài bướm đêm trong họ Crambidae.